# Home amb caperó vermell
Home amb caperó vermell, també conegut com a Retrat d'home amb turbant, Retrat d'home (possible autoretrat), etc., és una pintura a l'oli pel primitiu flamenc el mestre Jan van Eyck, de 1433. Ha estat a la National Gallery de Londres des de 1851, i s'ha mantingut a Anglaterra des que Thomas Howard, 21è comte d'Arundel, el va adquirir, probablement durant el seu exili a Anvers entre 1642-1644.
No és, com comunament es creu, amb un turbant, sinó un caperó amb els extrems que normalment pengen lligats a la part superior, el que seria una precaució sensata si s'usa mentre s'està pintant.

## Marc i inscripció
El marc original sobreviu (els costats verticals són de fet una sola peça de fusta amb el panell central), i té la inscripció pintada EJOHES DE EYCK ME FECIT ANO MCCCC.33. 21. OCTOBRIS   ("Jan van Eyck Em va Fer el 21 d'octubre de 1433") a la part inferior i dalt de tot el motto AlC IXH XAN ("Faig tant com puc"), el qual apareix en altres pintures de Van Eyck, sempre escrit en lletres gregues, i inclou un joc de paraules amb el seu nom. Igual que en altres marcs de Van Eyck, les lletres estan pintades amb aparença d'estar tallades.

## Descripció
Igual que tots els retrats de Van Eyck, mostra una anàlisi forta i detallada de les línies físiques. S'ha especulat que es tracti d'un autoretrat i que el subjecte sigui Van Eyck, encara que no hi ha evidència directa d'això. El vestit és apropiat per a un home de la posició social com la de Van Eyck, i el lema és el seu únic personal; d'altra banda només apareix en dues pintures religioses supervivents, dos més només conegudes per còpies, i el retrat de la seva esposa. En cap d'ells és tan important com en aquest cas. És la raó principal, juntament amb la molt directa mirada d'ulls vermellosos, per la qual el treball és generalment vist com un autoretrat. Alguns historiadors de l'art consideren el treball com una forma de targeta de presentació per als clients potencials, on van Eyck pot estar dient "mira el que puc fer amb la pintura, com de realista puc fer les meves figures".
A caperó similars és usat per una figura al fons de La Mare de Déu del canceller Rolin del mateix artista, un personatge que també s'ha suggerit que sigui un autoretrat. Representar les línies i plecs d'una caperó permetia a un artista mostrar obertament la seva habilitat. Més encara, el posicionament de la seu llarg cornette pot referir-se directament a la seva activitat professional com a pintor - que s'enrotlla, potser per mantenir-lo fora i poder pintar lliurement. L'èmfasi en el perfil i els agudament intel·ligents ulls del personatge es troba també en una obra posterior d'Albrecht Dürer, un autoretrat de 1500.
Típicament en Van Eyck, el cap és una mica gran en relació amb el tors. La tècnica mostra la "habilitat, l'economia i la velocitat" dels millors treballs de Van Eyck. Campbell descriu la pintura de l'ull esquerre de la manera següent: "L'escleròtica de l'ull és d'un blanc barrejat amb petites quantitats de vermell i blau. Una veladura molt fina de color vermell es posa sobre la capa inferior, que està, però, menys exposada en quatre llocs per crear un segon reflex. Les venes estan pintades de vermelló amb veladures humides. L'iris és ultra-marí, força pur en la seva circumferència però barrejat amb el blanc i negre cap a la pupil·la. Hi ha taques negres prop de la circumferència i la pupil·la està pintada en negre sobre el blau de l'iris. Els principals punts de llum són 4 taques de blanc de plom aplicades com a toc final, una a l'iris i tres a l'escleròtica, on registren amb les quatre llums secundàries per crear l'efecte brillant ".."